# Windischeschenbach
Windischeschenbach est une ville de Bavière (Allemagne), située dans l'arrondissement de Neustadt an der Waldnaab, dans le district du Haut-Palatinat.